# Соната для фортепіано № 32 (Бетховен)

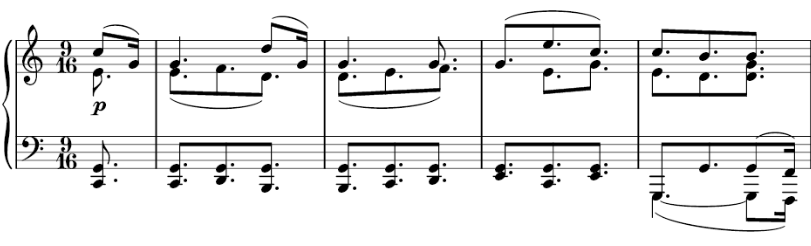
Тема другої частини Сонати №32

Соната для фортепіано № 32 Людвіга ван Бетховена до мінор, op. 111. Написана в 1821–1822 роках. Присвячена ерцгерцогу Рудольфу Австрійському. Складається з 2-х частин.
Перша частина — Maestoso; Allegro con brio ed appassionato, написана у сонатній формі.
|  |
|  |
|  |

Друга частина — Adagio molto, semplice e cantabile, написана у варіаційній формі. Включає проведення основної теми та 6 варіацій.

## У літературі
Роман Томаса Манна «Доктор Фаустус» містить главу, основною темою якої є лекція на тему 32-ї сонати Бетховена.